# Warsaw, Indiana
Warsaw är en stad (city) i Kosciusko County, i delstaten Indiana, USA. Enligt United States Census Bureau har staden en folkmängd på 13 557 invånare (2011) och en landarea på 30 km². Warsaw är huvudort i Kosciusko County.